# Fałszywi szuanie
Fałszywi szuanie (fr. faux chouans, contre-chouans) – francuskie jednostki wojskowe tworzone w okresie rewolucji przez wojska republikańskie naśladujące swoim zachowaniem i uzbrojeniem oddziały szuanów. Fałszywi szuanie mieli wspierać jednostki regularne w wykrywaniu i likwidowaniu oddziałów rojalistycznej partyzantki, zwłaszcza na niesprzyjających większym operacjom terenach bagnistych i leśnych. Równocześnie ich zachowanie – palenie wsi, zmuszanie mieszkańców do płacenia kontrybucji, akty rabunków i gwałtów – miało zniechęcać cywilną ludność do wspierania ruchu antyrewolucyjnego. 
Jednostki fałszywych szuanów były tworzone odgórnie przez dowódców oddziałów republikańskich walczących na północnym brzegu Loary, w ich skład wchodzili wówczas walczący dotąd w armii regularnej żołnierze oraz ochotnicy, najczęściej przestępcy, walczący w zamian za darowanie wcześniej otrzymanych kar. Z inicjatywą stworzenia oddziałów udających rojalistycznych partyzantów występowały również kluby rewolucyjne działające w miastach Wandei i Bretanii, formując je z sankiulotów-ochotników. Niektóre oddziały fałszywych szuanów powstawały z kolei zupełnie samorzutnie, raczej w celu rabunkowym niż politycznym. Fałszywi szuanie pojawili się w wojskach republikańskich kilka miesięcy po wybuchu powstania antyrewolucyjnego w 1793, jednak dopiero w dalszym etapie wojny, gdy władzę w kraju sprawował Dyrektoriat, jednostki te były formowane w sposób zaplanowany, na szerszą skalę, przez wojsko francuskie, zanikły natomiast zupełnie oddziały tworzone przez kluby rewolucyjne. 
Oddziały fałszywych szuanów były wyposażane przez swoich organizatorów w białe kokardy; organizacja oddziałów była ułatwiona przez brak jednolitego umundurowania i uzbrojenia w oddziałach szuanerii. Fałszywi szuanie, niezależnie od okoliczności powstania oddziału, w większości przypadków nie brali udziału w otwartych bitwach i potyczkach, ale atakowali ludność cywilną, dokonując aktów gwałtu i rabunku. Dowódcy poszczególnych jednostek republikańskich w różny sposób odnosili się do fałszywych szuanów: obok tych, którzy organizowali ich grupy i wręcz zachęcali do ekscesów, były osoby, które piętnowały i karały zbrodnie popełniane przez te grupy. Inni, jak republikański generał Alexis Antoine Charlery, udawali, że nie wiedzą o istnieniu fałszywych szuanów. 
Jednostki fałszywych szuanów „działając pod obcą flagą” w dużej mierze spełniały swoje zadania dezinformacyjne. Ich wpływ na postawę ludności cywilnej – której wsparcie było kluczową siłą powstańców wandejskich – stał się na tyle duży, że Georges Cadoudal po objęciu naczelnego dowództwa w ruchu uczynił walkę z nimi jednym z podstawowych celów taktycznych. Mimo tego szuanom do końca wojen nie udało się całkowicie ich zwalczyć. 